# Parafia bł. Jerzego Matulewicza w Kielcach
Parafia Błogosławionego Jerzego Matulewicza w Kielcach – parafia rzymskokatolicka w Kielcach. Należy do dekanatu Kielce-Zachód diecezji kieleckiej. Założona w 1991. Jest obsługiwana przez księży diecezjalnych. Mieści się przy ulicy Kazimierza Wielkiego.